# USS Flusser (DD-289)
USS Flusser (DD-289) là một tàu khu trục lớp Clemson được Hải quân Hoa Kỳ chế tạo vào cuối Chiến tranh Thế giới thứ nhất. Nó là chiếc tàu chiến thứ ba của Hải quân Hoa Kỳ được đặt theo tên Thiếu tá Hải quân Charles W. Flusser (1832-1864), người tử trận trong cuộc Nội chiến Hoa Kỳ. Flusser ngừng hoạt động năm 1930 và bị tháo dỡ năm 1931 nhằm tuân thủ quy định hạn chế vũ trang của Hiệp ước Hải quân London.

## Thiết kế và chế tạo
Flusser được đặt lườn vào ngày 21 tháng 7 năm 1919 tại xưởng tàu Squantum Victory Yard của hãng Bethlehem Shipbuilding Corporation ở Squantum, Massachusetts. Nó được hạ thủy vào ngày 7 tháng 11 năm 1919, được đỡ đầu bởi bà Maude F. Williams; và được đưa ra hoạt động vào ngày 25 tháng 2 năm 1920 dưới quyền chỉ huy của Hạm trưởng, Trung tá Hải quân R. S. Galloway.

## Lịch sử hoạt động
Flusser đảm nhiệm việc tuần tra tại vùng biển Mexico từ ngày 9 tháng 5 đến ngày 17 tháng 6 năm 1920, đặt căn cứ tại Key West, Florida. Nó tiến hành các hoạt động huấn luyện thường lệ dọc theo vùng bờ Đông và tại vùng biển Caribe cho đến ngày 18 tháng 6 năm 1924, khi nó khởi hành từ Newport, Rhode Island cho một lượt phục vụ cùng Lực lượng Hải quân Hoa Kỳ tại Châu Âu, viếng thăm 15 cảng trước khi quay trở về New York vào ngày 16 tháng 7 năm 1925.
Quay trở lại khu vực bờ Đông và vùng biển Caribe, Flusser đã giúp vào việc phát triển chiến thuật khu trục, và đưa nhân sự Hải quân Dự bị trong các chuyến đi huấn luyện cho đến khi nó được cho xuất biên chế tại Philadelphia, Pennsylvania vào ngày 1 tháng 5 năm 1930. Tên nó được cho rút khỏi danh sách Đăng bạ Hải quân vào ngày 22 tháng 10 năm 1930, và lườn tàu bị bán để tháo dỡ vào ngày 17 tháng 1 năm 1931 nhằm tuân thủ những điều khoản hạn chế vũ trang của Hiệp ước Hải quân London.